# リヤド駅
リヤド駅（リヤドえき、アラビア語:محطة قطار الرياض）は、サウジアラビアのリヤドにあるダンマームリヤド線の鉄道駅。同路線の終点駅でもある。

## 概要
1978年、イタリアの建築家ルチオ・バルベラによって設計され、1981年に開業した。駅のデザインは、地中海沿岸にあるモスクの建築様式にヒントを得ている。
施設は、メインコンコース、チケットエリア、レストラン、プラットフォームからなる。